# Irakli Azarovi
Irakli Azarovi (Tiflis, 21 de febrero de 2002) es un futbolista georgiano que juega en la demarcación de defensa para el F. K. Shajtar Donetsk de la Liga Premier de Ucrania.

## Selección nacional
Tras jugar en distintas categorías inferiores de la selección, finalmente hizo su debut con la selección de fútbol de Georgia en un encuentro amistoso contra Rumania que finalizó con un resultado de 1-2 a favor del combinado georgiano tras el gol de Andrei Ivan para el combinado rumano, y de Georges Mikautadze y Giorgi Aburjania para Georgia.

## Clubes
| Club                  | País    | Año       | Partidos | Goles |
| --------------------- | ------- | --------- | -------- | ----- |
| SK Dinamo Tiflis      | Georgia | 2019-2020 | 14       | 0     |
| FC Dinamo Batumi      | Georgia | 2021-2022 | 65       | 4     |
| Estrella Roja         | Serbia  | 2022-2023 | 26       | 0     |
| F. K. Shajtar Donetsk | Ucrania | 2023-     | 47       | 0     |

## Palmarés

### Títulos nacionales
| Título                  | Club                      | País    | Año  |
| ----------------------- | ------------------------- | ------- | ---- |
| Erovnuli Liga           | SK Dinamo Tiflis          | Georgia | 2019 |
| Erovnuli Liga           | SK Dinamo Tiflis          | Georgia | 2020 |
| Erovnuli Liga           | FC Dinamo Batumi          | Georgia | 2021 |
| Superliga de Serbia     | Estrella Roja de Belgrado | Serbia  | 2023 |
| Copa de Serbia          | Estrella Roja de Belgrado | Serbia  | 2023 |
| Liga Premier de Ucrania | F. K. Shajtar Donetsk     | Ucrania | 2024 |
| Copa de Ucrania         | F. K. Shajtar Donetsk     | Ucrania | 2024 |
| Copa de Ucrania         | F. K. Shajtar Donetsk     | Ucrania | 2025 |